# リズムボーイズ
リズムボーイズは、大東音響が開発・製作したパチスロ機。しかしながら、当時のプレイヤーにはほぼ裏モノのイメージが多い、伝説的な裏モノ台。後継機として『リズムボーイズマスター』があり、こちらも荒い裏モノとして知られた。

## 特徴
- ノーマル機であれば何の変哲も無いA-400のパチスロであるが、ほとんどが様々な裏モノとして爆裂仕様に施された。
- 裏モノのバージョンは大きく分けて、前期型の前兆がリプレイの連続（5ゲーム連続のリプレイ→通常5ゲーム→ボーナス）として現れる通称「リプ連」バージョンと、後期型によく見られた前兆がチェリーの片寄った発生による通称「ガツン」バージョンの2種である。「リプ連」はゲーム性は優秀だが後期のものに比べ連チャン性が甘かった。最後期の物はアルゼの許諾書シールが筐体に張られている。
- 様々なハウスモノが存在したが、どれも共通して凶悪なスペックである。
- 完全告知であり、告知ランプ点灯は「天国への階段」を意味する。
- リセットモーニング台も存在し、朝からの開店待ち客が現在の比ではなかった。
- パネルの英文字表記は、"Rizmu Boys"。